# 65 Pułk Piechoty (austro-węgierski)

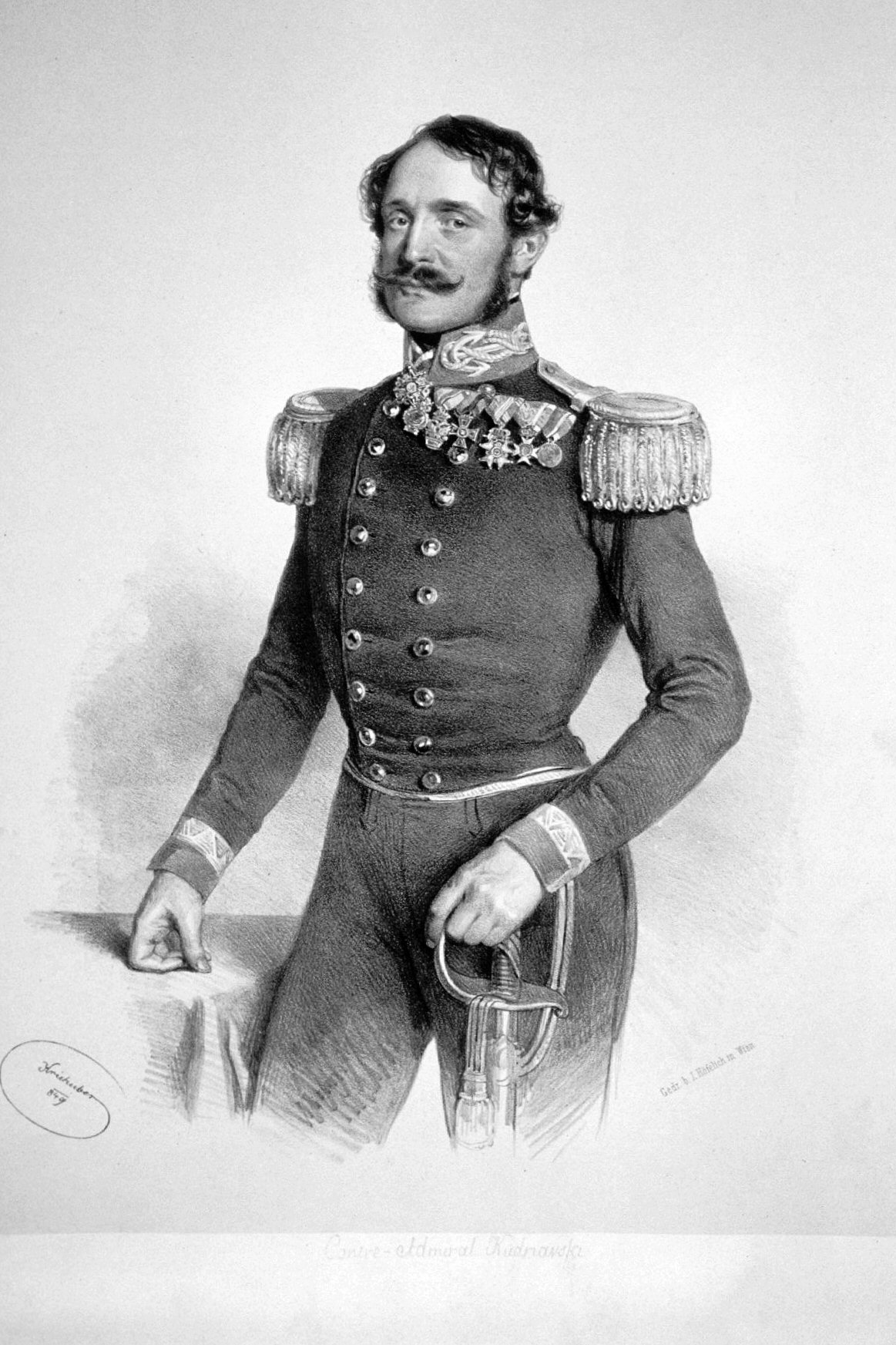
Szef pułku FML Ludwig von Kudriaffsky

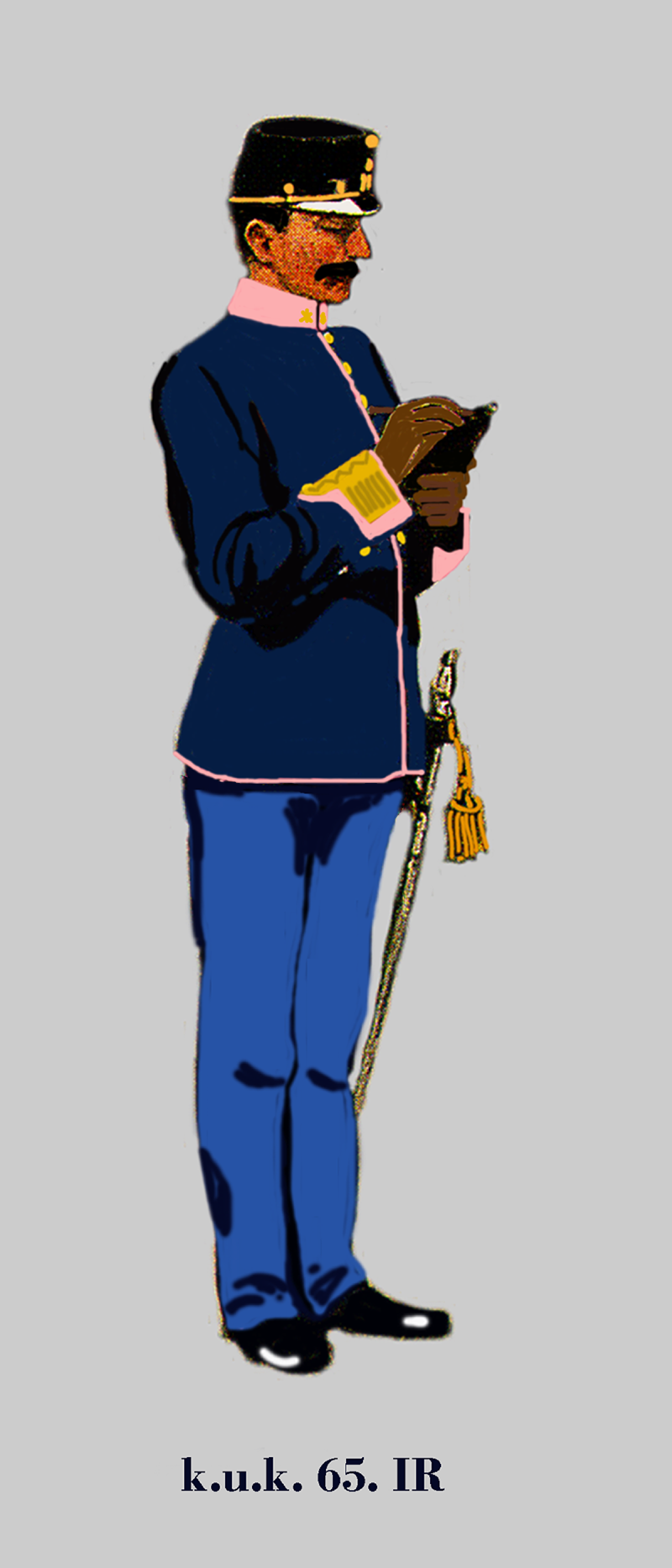
Podporucznik IR. 65 w mundurze służbowym

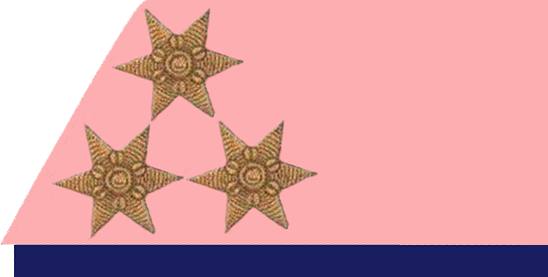
Oznaka stopnia kapitana IR. 65

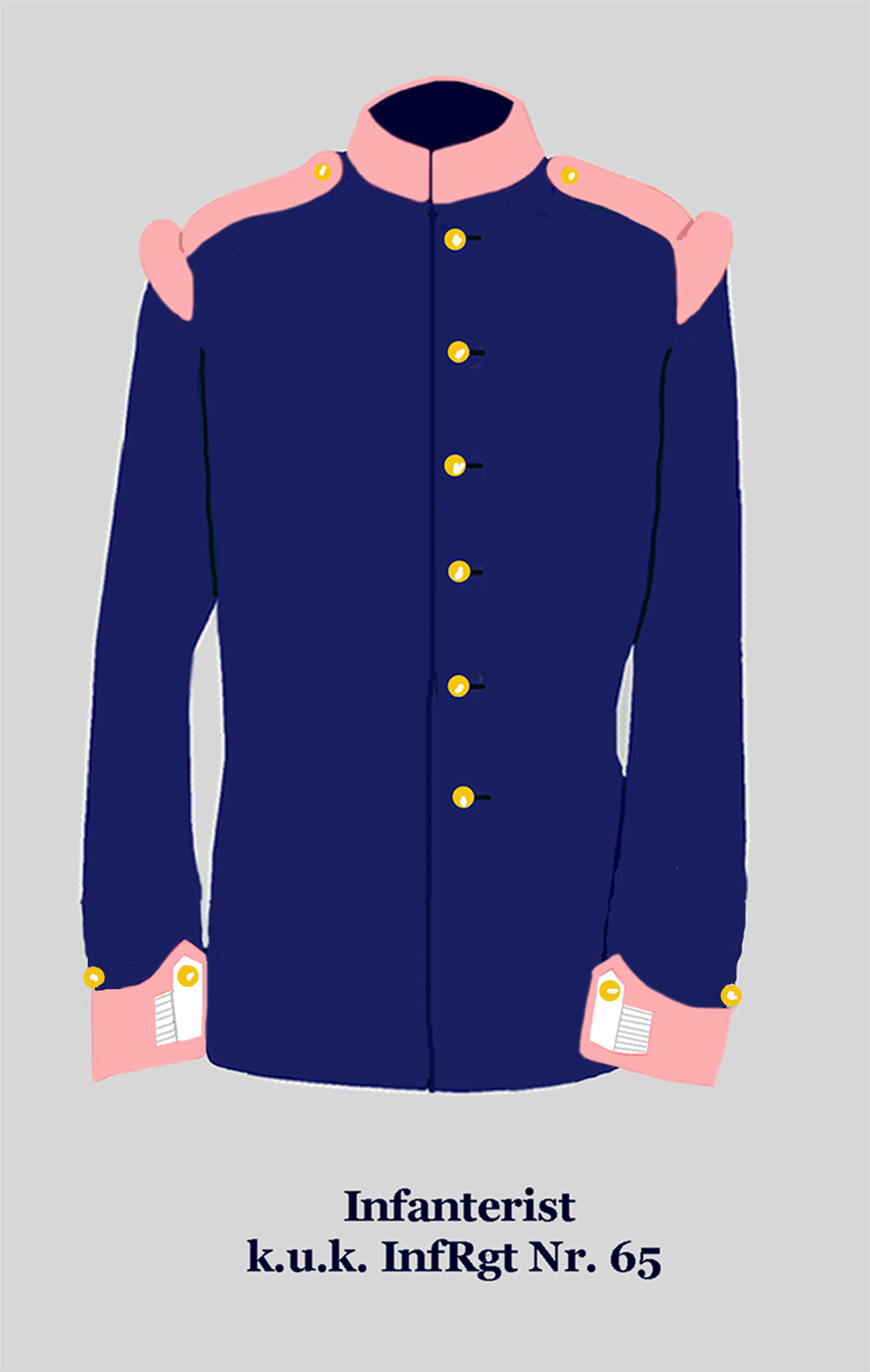
Kurtka munduru żołnierza IR. 65

Węgierski Pułk Piechoty Nr 65 (IR. 65) – pułk piechoty cesarskiej i królewskiej Armii.

## Historia pułku
Pułk został sformowany 1 lutego 1860 roku z połączenia dwóch batalionów wyłączonych ze składu Węgierskiego Pułk Piechoty Nr 5 z Satu Mare i jednego batalionu wyłączonego z Galicyjskiego Pułku Piechoty Nr 58 ze Stanisławowa. 
Okręg uzupełnień nr 65 Mukaczewo (węg. Munkács, niem. Munkatsc) na terytorium 6 Korpusu.
Od 1860 roku szefem pułku był arcyksiążę, generał piechoty Ludwik Wiktor Habsburg, a w drugim szefem pułku w latach 1860–1894 był FML Ludwig von Kudriaffsky.
Kolory pułkowe: różowy (blassrot), guziki złote.
Skład narodowościowy w 1914 roku 83% – Węgrzy.
W 1873 roku dowództwo stacjonowało w Peszcie, a wszystkie bataliony oprócz w Mukaczewie.
W latach 1903–1914 komenda pułku razem z 1. i 3. batalionem stacjonowała w Miszkolcu, 2. batalion w Mukaczewie, a 4.  batalion podlegał dyslokacjom: 1903–1908 – Miszkolc, 1909 – Vlasenica, 1910–1914 – Bańska Bystrzyca.
W 1914 roku pułk wchodził w skład 30 Brygady Piechoty 15 Dywizji Piechoty.
W czasie I wojny światowej pułk walczył z Rosjanami w Galicji w 1914 i 1915 roku. Żołnierze pułku są pochowani m.in. na cmentarzach wojennych nr: 297 w Czchowie, 256 w Paciece Otfinowskiej, 264 w Szczurowej, 291 w Domosławicach oraz 263 w Zaborowie.

## Komendanci pułku
- płk Franz Adler von Adlerschwung (1860[1])
- płk Wilhelm Raffelsberger (1873)
- płk Karl von Hablitschek ( – 1894 → komendant 58 Brygady Piechoty)
- płk Rudolf von Chavanne (1894 – 1897 → komendant 37 Brygady Piechoty)
- płk Emil Nestor von Raccolta (1897 – 1902 → komendant 69 Brygady Piechoty)
- płk Friedrich Polak von Mürzsprung (1902 – 1906 → komendant 7 Brygady Górskiej)
- płk Theodor Hordt (1907 – 1910 → komendant 7 Brygady Piechoty)
- płk Joseph Seipka (1911 – 1914[2])
- płk Stephan Stanoilovic von Stanogora (1914)